# 1993 nos jogos eletrônicos

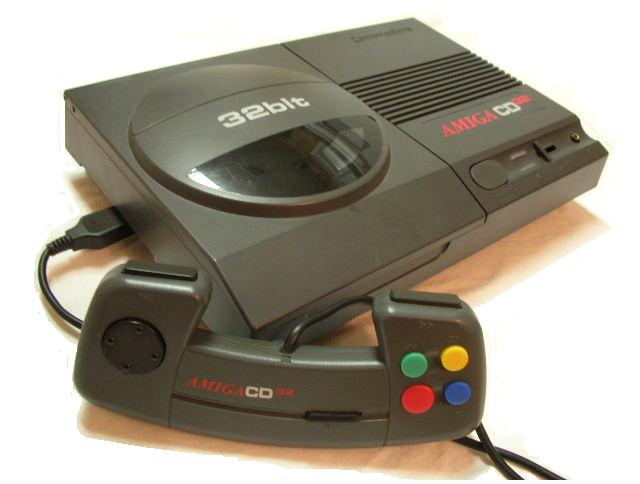
Video game console na década de 90

Esta página reúne acontecimentos na área de jogos eletrônicos no ano de 1993.

## Consoles lançados
- 3DO Interactive Multiplayer[1]

## Jogos lançados

### Mega Drive
- Sonic The Hedgehog 3[2]
- NBA Jam
- Mortal Kombat
- Street Fighter II Special Champion Edition
- Jurassic Park
- Sonic Spinball
- FIFA Soccer
- Cool Spot

### Sega CD
- Sonic the Hedgehog CD

### Super Nintendo
- Breath of Fire
- Aero the Acro-Bat
- Aladdin
- Cool Spot
- Super Mario All-Stars, coletânea de jogos já produzidos para o NES.
- Star Fox[3]
- Mortal Kombat
- Street Fighter II Turbo
- Rock'n'Roll Racing[4]
- Top Gear 2
- Jurassic Park
- Super Bomberman

### Nintendo
- Mega Man VI
- Mighty Final Fight
- Super Mario Land 3

### Neo Geo
- Samurai Shodown